# William Behrend
Peter William Behrend, född 1861 och död 23 april 1940, var en dansk musikskriftställare.
Behrend var chef för De københavnske Værgeraad 1905-23. Behrend har utövat en omfattande skriftställarveksamhet på det musikbiografiska och musikestetiska området. Som kritiker och krönikör har Behrend medverkat i åtskilliga tidningar och tidskrifter som Tilskueren, Illustreret Tidende och Politiken. Han var senare även musikanmälare i Berlingske Tidende,och var dessutom bibliotekarie vid konservatioriet i Köpenhamn från 1917. 
Bland hans böcker inom musikens område märks två biografier över Johan Peter Emilius Hartmann (1895 och 1919), en över Niels W. Gade (1917), samt Beethovens Klaversonater (1923) och tillsammans med Hortense Panum Illutreret Musikhistorie (2 band, 1905) och Illustreret Musikleksikon (1923-26).